# 공덕초등학교 (전북)
공덕초등학교는 대한민국 전북특별자치도 김제시 공덕면 동계리에 있는 공립 초등학교이다.

## 학교 연혁
- 1934년 7월 16일 공덕공립보통학교 개교
- 1938년 4월 1일 공덕공립심상소학교로 개칭[1]
- 1941년 4월 1일 공덕공립국민학교로 개칭[2]
- 1969년 3월 1일 21학급 편성
- 1981년 3월 1일 병설유치원 개원(1학급)
- 1990년 3월 1일 특수학급 설치(1학급)
- 1994년 3월 14일 학교급식 실시
- 1996년 3월 1일 공덕초등학교로 개칭[3]
- 2008년 6월 20일 신관 교사 개축 준공
- 2013년 3월 1일 혁신학교 지정
- 2020년 2월 7일 제82회 졸업(6명) 졸업생총수(6,971명)
- 2020년 3월 1일 초등 7학급 편성(특수1학급 포함), 병설유치원 1학급 편성
- 2020년 9월 1일 김연수 교장 부임

## 참고 자료
- 공덕초등학교 - 한국교육학술정보원 학교알리미